# Mjösjön (Tuna socken, Småland)
Mjösjön är en sjö i Vimmerby kommun i Småland och ingår i Marströmmens huvudavrinningsområde. Sjön är 4,8 meter djup, har en yta på 0,118 kvadratkilometer och befinner sig 48 meter över havet.